# Dolnje Retje
Dolnje Retje so naselje v Občini Velike Lašče. Tu se je rodil Fran Levstik.